# Temple de Kiến An
Le temple de Kiến An (en vietnamien: Kiến An Cung) est un temple confucéen du sud du Viêt Nam situé à Sa Đéc, ville de la province de Đồng Tháp. Il fait partie du patrimoine national depuis 1990. Ce temple a été construit par les Hoa originaires du Fujian entre 1924 et 1927.
Deux fêtes y ont lieu chaque année: l'une le 22 février du mois lunaire et l'autre le 22 août du mois lunaire.